# عزيزة سبيتي
عزيزة سبيتي (ولدت في 17 نوفمبر عام 1991) هي عدّاءة لبنانية. مثلت عزيزة وطنها لبنان في بطولة عالمية خارج الصالات وبطولتان عالميتان داخل الصالات .

## سجل المنافسة
| السنة | البطولة                                | المكان                                | الترتيب | الحدث   | الوقت |
| ----- | -------------------------------------- | ------------------------------------- | ------- | ------- | ----- |
| 2010  | بطولة العالم للناشئين في ألعاب القوى   | مونكتون ، كندا                        | 32      | 100 متر | 12.44 |
| 2014  | بطولة آسيا لألعاب القوى داخل الصالات   | هانغتشو ، الصين                       | 9       | 60 متر  | 7.92  |
| 2014  | بطولة العالم لألعاب القوى داخل الصالات | سوبوت ، بولندا                        | 35      | 60 متر  | 7.82  |
| 2015  | بطولة آسيا لألعاب القوى                | ووهان ، الصين                         | 15      | 100 متر | 12.11 |
| 2015  | بطولة آسيا لألعاب القوى                | ووهان ، الصين                         | 12      | 200 متر | 25.02 |
| 2015  | بطولة العالم لألعاب القوى              | بكين ، الصين                          | 44      | 100 متر | 11.98 |
| 2016  | بطولة آسيا لألعاب القوى داخل الصالات   | الدوحة ، قطر                          | 17      | 60 متر  | 7.67  |
| 2016  | بطولة العالم لألعاب القوى داخل الصالات | بورتلاند ، الولايات المتحدة الأمريكية | 38      | 60 متر  | 7.78  |

## أفضل الإنجازات الشخصية

### داخل الصالات
100 متر – 11.91 (+1.5 متر في الثانية ، بيروت 2015) .
200 متر – 25.02 (- 0.4 متر في الثانية ، ووهان 2015) .

### خارج الصالات
60 متر – 7.67 (الدوحة 2016) .
200 متر – 25.15 (إسطنبول 2016) .

## الجوائز والتكريم
- ضمن قائمة "100 امرأة في 2023 على بي بي سي"[3]

## وصلات خارجية
- عزيزة سبيتي على موقع الاتحاد الدولي لألعاب القوى (الإنجليزية)